# Gold Pils
Gold Pils is een Belgische pils. Het bier wordt gebrouwen in Brouwerij Bavik te Bavikhove in opdracht van supermarktketen Spar en is dus een privé-bier. Het wordt daar ook exclusief verkocht.
Het is een blond bier met een alcoholpercentage van 5%. In 2005 werd Gold Pils door Test-Aankoop uitgeroepen tot Beste koop bij een test van pils-bieren als rekening gehouden wordt met kwaliteit en prijs.